# Христо Памуков
Христо Памуков е български актьор.

## Биография
Христо Памуков е роден през 1948 г. в Русе.
Завършва актьорско майсторство във ВИТИЗ „Кръстьо Сарафов“.
Работил е в Драматичния театър във Видин, Драматичния театър в Силистра, Драматичен театър „Антон Страшимиров“ в Разград, Драматичния театър в Русе.
Понастоящем е на свободна практика и живее в гр. Русе.

## Театрални роли
- „Кръстопът под наем“ (Орлин Дяков) (2007)
- „Архангелите не играят флипер“ (Дарио Фо) – дългия
- „Службогонци“ (Иван Вазов) – Боздугански
- „Зимните навици на зайците“ (Станислав Стратиев) – Софроний
- „Албена“ (Йордан Йовков) – Гунчо Митин

## Телевизионен театър
- „Крепостта на безсмъртните“ (1975) (Светослав Славчев)
- „Свирач на флейта“ (1970) (Йордан Йовков)
- „Сред героите на Йовков“ (1970) (Йордан Йовков)

## Филмография
| Година      | Филми и Сериали                     | Серии | Роля                                                                  |
| ----------- | ----------------------------------- | ----- | --------------------------------------------------------------------- |
| 1986        | Страстна неделя                     |       |                                                                       |
| 1984        | Златният век                        | 11    | (в 8-а серия)                                                         |
| 1984        | Спасението                          |       |                                                                       |
| 1983        | Прадеди и правнуци. Каменно гнездо  | 5     | Фарадж                                                                |
| 1979        | Мъжка песен                         |       | бригадир                                                              |
| 1976 – 1980 | Записки по българските въстания     | 13    | зговорачето, разговарящ с Каблешков, ученик в Пловдив (в 1 серия: VI) |
| 1975        | Крепостта на безсмъртните           |       |                                                                       |
| 1974        | Иван Кондарев                       | 2     | бунтовник                                                             |
| 1973        | Най-добрият човек, когото познавам! |       | ученикът от първия чин                                                |
| 1969 – 1971 | На всеки километър                  | 26    | Илийчо (в 14-а серия: „Ден втори“ -1971)                              |